# US-amerikanische Badmintonmeisterschaft 1949
Die US-amerikanische Badmintonmeisterschaft 1949  fand vom 15. bis zum 17. April 1949 in Chicago statt. Es war die neunte Auflage der nationalen Titelkämpfe im Badminton in den USA.

## Medaillengewinner
| Disziplin    | Gold                       | Silber                             | Bronze                          |
| ------------ | -------------------------- | ---------------------------------- | ------------------------------- |
| Herreneinzel | Marten Mendez              | Joe Alston                         | Dick Mitchell                   |
| Herreneinzel | Marten Mendez              | Joe Alston                         | Wynn Rogers                     |
| Dameneinzel  | Ethel Marshall             | Thelma Scovil                      | Janet Wright                    |
| Dameneinzel  | Ethel Marshall             | Thelma Scovil                      | Marianna Gott                   |
| Herrendoppel | Barney McCay Wynn Rogers   | Irl Madden Norman Blanchett        | Clinton Stephens Ken Quigley    |
| Herrendoppel | Barney McCay Wynn Rogers   | Irl Madden Norman Blanchett        | Joe Alston Dick Mitchell        |
| Damendoppel  | Thelma Scovil Janet Wright | Zoe Yeager Patricia Stephens       | Ethel Marshall Beatrice Massman |
| Damendoppel  | Thelma Scovil Janet Wright | Zoe Yeager Patricia Stephens       | Marianna Gott Dorothy Hann      |
| Mixed        | Wynn Rogers Loma Smith     | Clinton Stephens Patricia Stephens | Irl Madden Mildred Jude         |
| Mixed        | Wynn Rogers Loma Smith     | Clinton Stephens Patricia Stephens | Norman Blanchett Janet Wright   |